# 庫爾斯沙嘴
庫爾斯沙嘴（德語：Kurische Nehrung），或译作库尔什沙嘴 （p. 69），是位於波羅的海沿岸的一個沙洲，把庫爾斯潟湖與波羅的海分開，長98公里。目前為俄羅斯加里寧格勒州和立陶宛所管轄。2000年被列入世界遺產。

## 地理

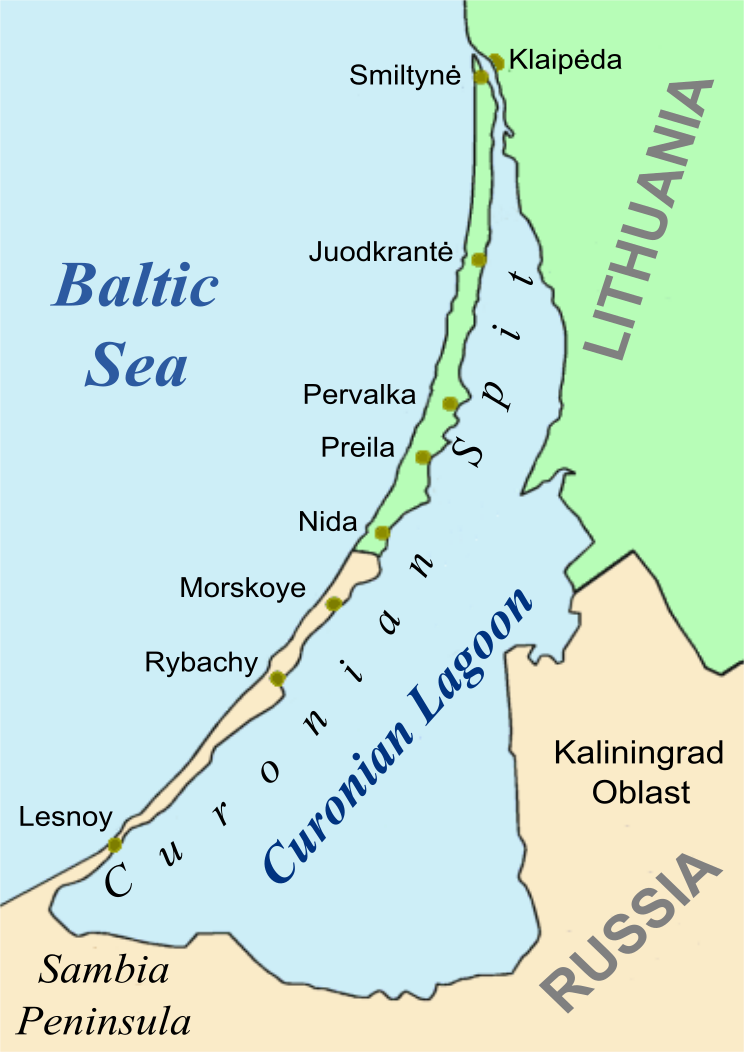
庫爾斯沙嘴和潟湖

庫爾斯沙嘴從南面的桑比亞半島一直延伸到其北端，緊鄰一條狹窄的海峽，對面是立陶宛大陸的港口城市克萊佩達。約52公里（32英里）的庫爾斯沙嘴屬於立陶宛克萊佩達縣，而其餘的屬於俄羅斯加里寧格勒州，沙嘴的寬度從俄羅斯（Lesnoy 村附近）的最小 400 m（1,300 英尺）到立陶宛（Nida以北）的最大 3,800 m（12,500 英尺；2.4 英里）不等。庫爾斯沙嘴形成於公元前3千年左右。冰磧作為其基礎；後來風和海流貢獻了足夠的沙子，使地層升高並保持在海平面以上。這個狹窄的淺灘的存在取決於沙子輸送和沈積之間的動態平衡。如果西南的沙源被切斷，例如大型港口的建設，沙嘴會被侵蝕並最終消失。因此，從地質學上講，它是一種短暫的海岸堆積現象。然而最有可能的是庫爾斯沙嘴內的潟湖最終會被河流帶來的沉積物填滿，從而創造出新的土地。

## 歷史

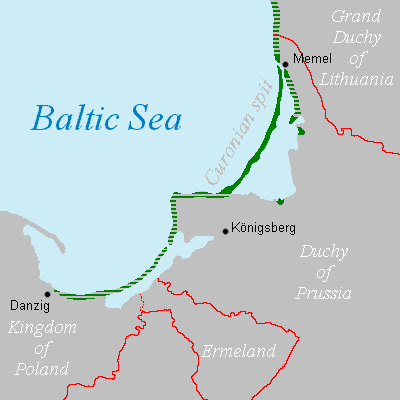
1649年的庫爾斯人分佈區

據波羅的神話，庫爾斯沙嘴是由女巨人涅林加堆在海邊。從約800年到1016年，沙嘴是考普城的所在地，這是一個尚未被挖掘的主要異教貿易中心。在13世紀為條頓騎士團所佔據，建設了梅梅爾（1252），諾伊豪森（1283）等城堡。人類對該地區的重大影響始於16世紀，由於過度放牧和伐木造船，沙嘴的森林遭到破壞，導致沙丘掩埋了不少村莊，普魯士政府對這些問題感到震驚，於1825 年發起了大規模的重新綠化和重新造林工作，19世紀後期克萊佩達郵政站的所有者喬治·大衛·庫沃特（George David Kuwert）重新開始了沙嘴的造林工作，由於這些努力，現在大部分沙嘴都被森林覆蓋。

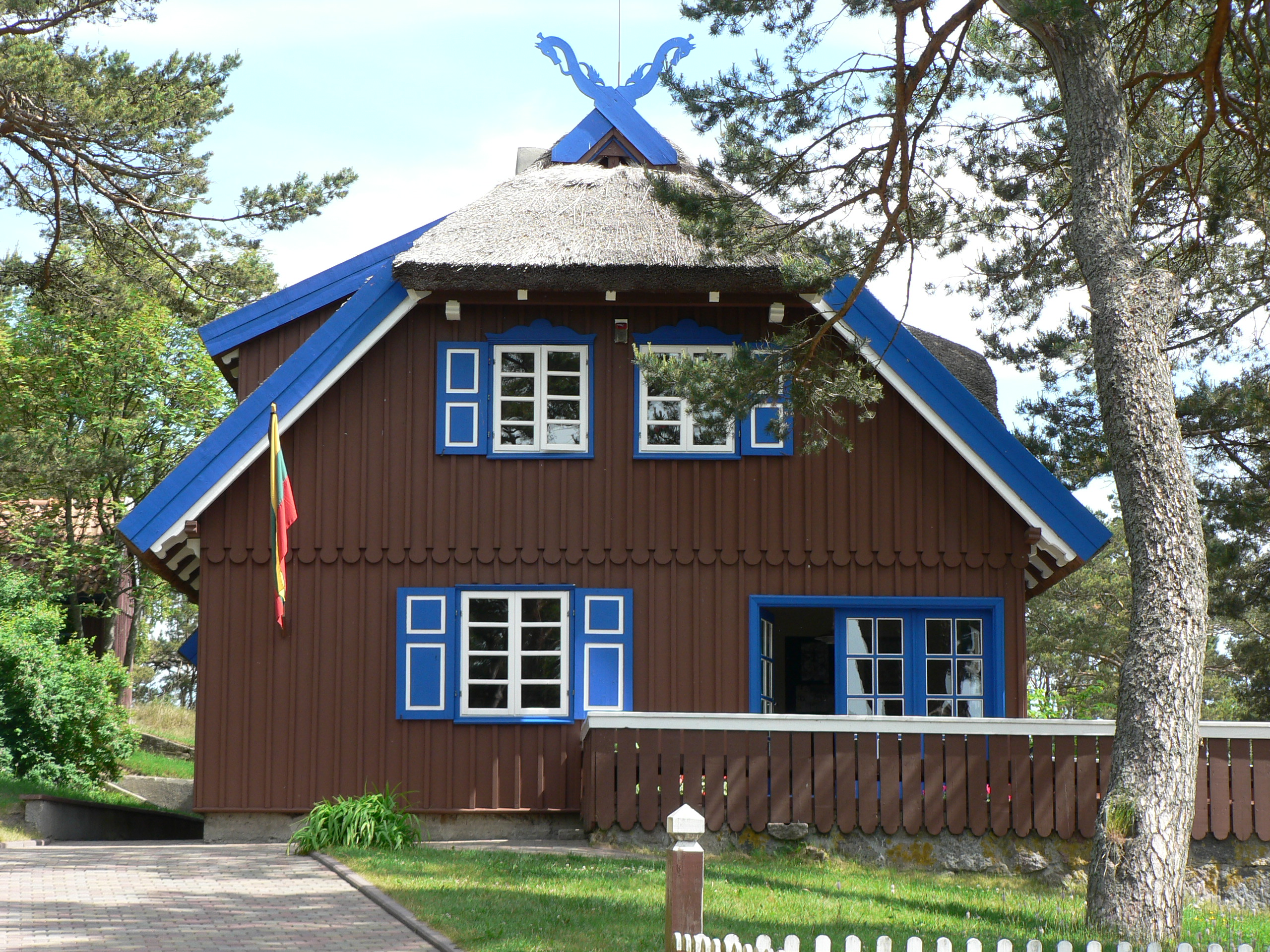
托馬斯曼的避暑別墅

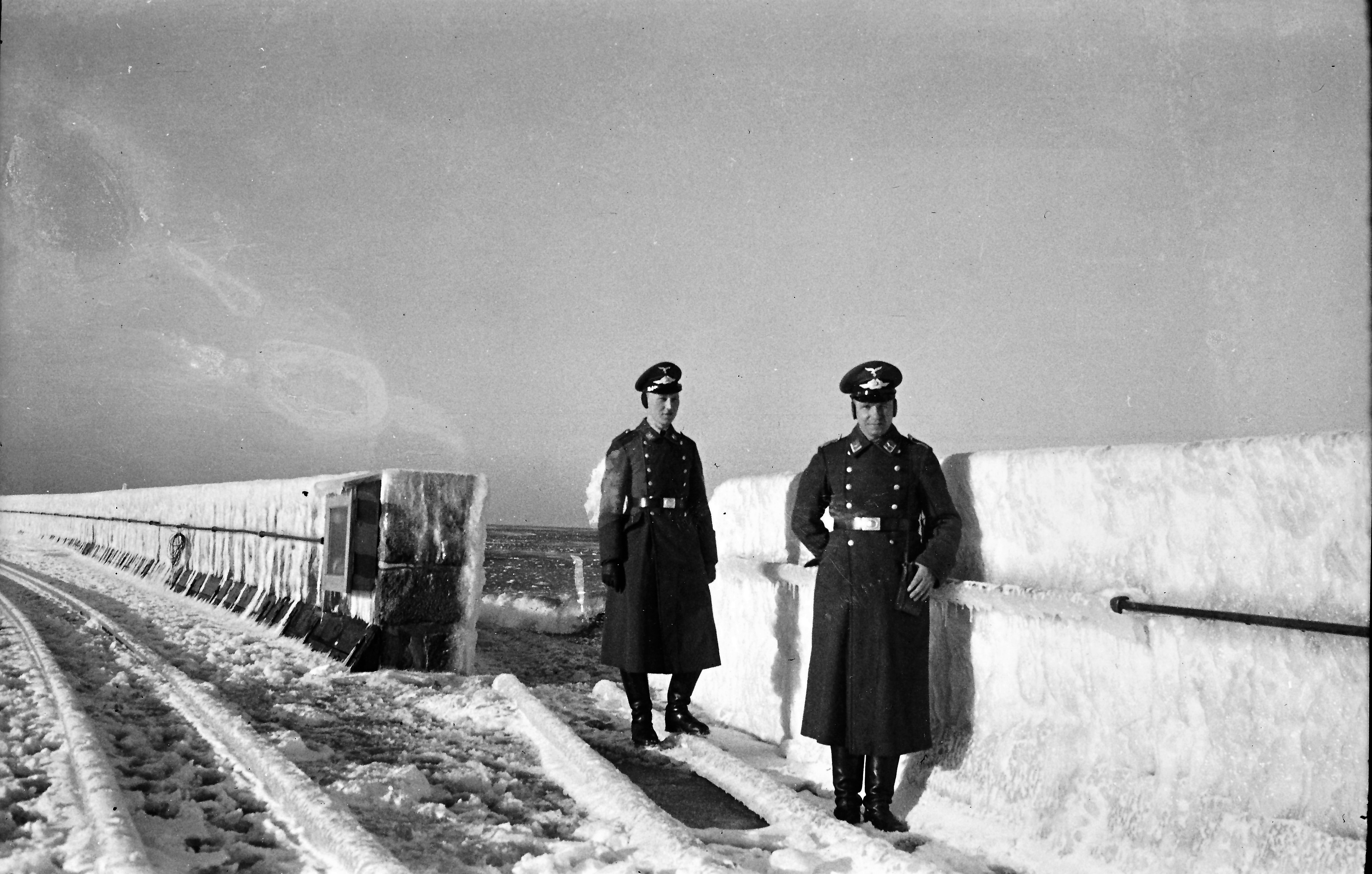
1944年納粹德國空軍軍官在結冰的庫爾斯沙嘴上前進

從19世紀後期開始，尼登周圍的沙丘景觀受到來自柯尼斯堡的風景畫家和動物畫家的歡迎。赫爾曼·布洛德的客棧成為了“表現主義藝術家聚集地” (Künstlerkolonie Nidden) 的核心，畫家們通常在布洛德的旅館住宿，並將他們的一些作品留給他。1890年洛維斯·科林斯（Lovis Corinth）曾住在這裡。有些人還在附近建造了自己的住宅，1929年諾貝爾文學獎獲得者托馬斯·曼在假期走訪克萊佩達時就決定在一座小山上建避暑別墅，1930-1932年的夏天，他和家人在這裡度假，小說《約瑟夫和他的兄弟》（Joseph und seine Brüder ）的部分內容就是在這裡寫成的。由於受到納粹的威脅，托馬斯·曼在1933年離開了德國，再也沒有回到克萊佩達。克萊佩達地區於1939年再次被納粹德國吞併，他的房子在赫爾曼·戈林的要求下被沒收，用作德國空軍軍官的休閒場所。
直到20世紀，該地區的大多數人都以捕魚為生。從1901年到1946年，Rositten村（今Rybachy）成為了世界上第一個候鳥保護區的所在地，保護區是由德國鳥類學家Johannes Thienemann倡議建立的，因為沙嘴是鳥類遷徙的重要落脚點。經過第一次世界大戰，梅梅爾連同庫爾斯沙嘴北半部根據1919年凡爾賽條約被立陶宛吞併，於1923年正式更名為克萊佩達，克萊佩達當時仍然是德國人佔多數，與剩餘的東普魯士一半的的沙嘴邊界位於南部僅幾公里處。德國人在二戰後被蘇聯佔領軍以武力驅逐，與當今加里寧格勒州的其他地方一樣，俄羅斯在整個俄羅斯控制的沙嘴地區將歷史悠久的德國地名更改為俄羅斯地名。蘇聯解體後，旅遊業蓬勃發展；許多德國人，主要是該地區原德國居民的後裔，選擇庫爾斯沙嘴（尤其是克萊佩達，因為德國人前往立陶宛不需要簽證）作為他們的度假勝地。

## 文化
今天的庫爾斯人是一個幾乎滅絕的波羅的海民族，居住在庫爾斯沙嘴沿岸，1649年庫爾斯人從梅梅爾遷移到但澤（今格但斯克）。最終被德國人同化，除了沿庫爾斯沙嘴的一些人仍然維持其文化。在19世紀，庫爾斯沙嘴主要由庫爾斯人居住，南部有德國人，北部有立陶宛人。庫爾斯人很長一段時間一直被認為是拉脫維亞人，第一次世界大戰之後，拉脫維亞從俄羅斯帝國獲得獨立，曾以庫爾斯人是拉脫維亞民族對庫爾斯沙嘴提出聲索。由於同化和其他原因，庫爾斯人的人口不斷減少；甚至在1945年之前就不存在了，那時沙嘴還是德國領土。

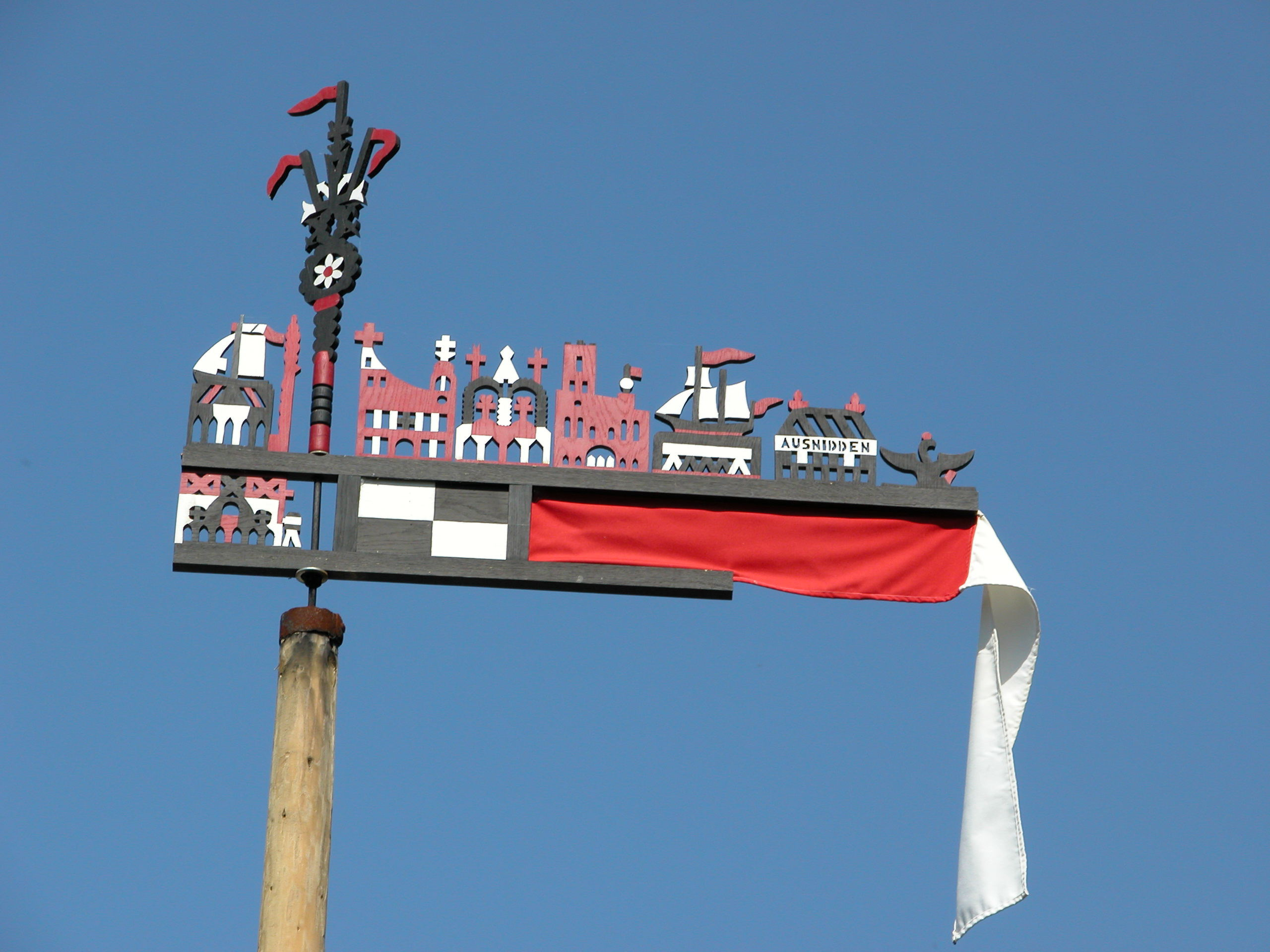
庫爾斯三角旗
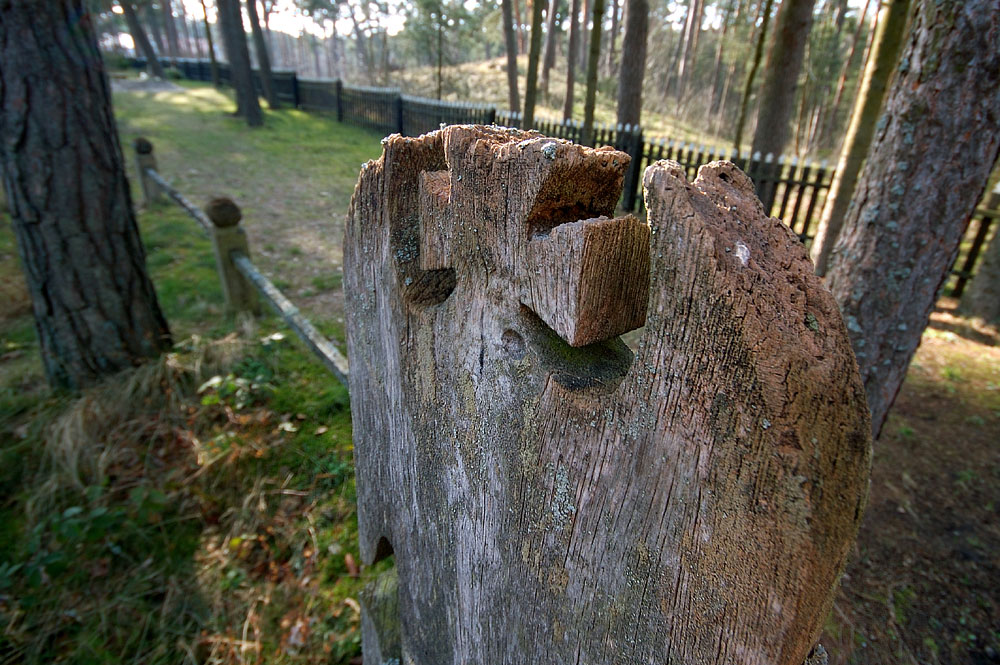
墓地遺址
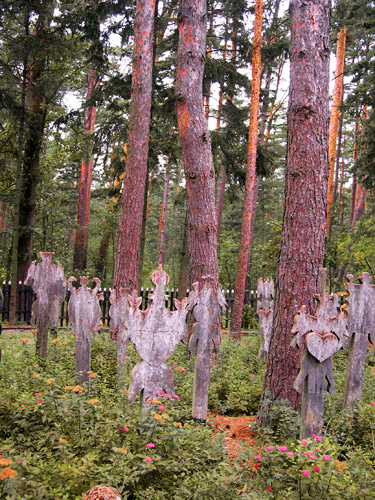
墓地遺址
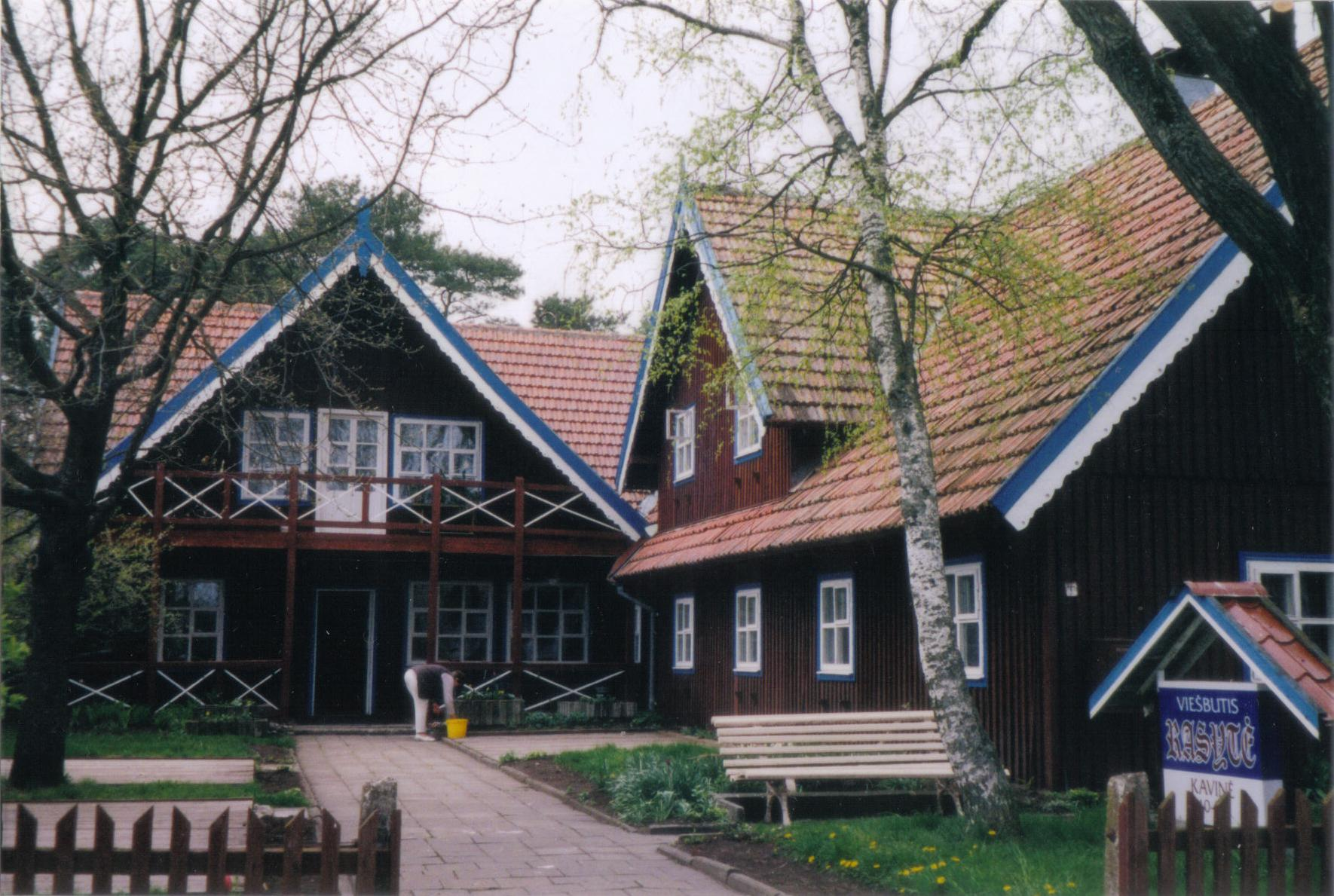
小旅館和咖啡館
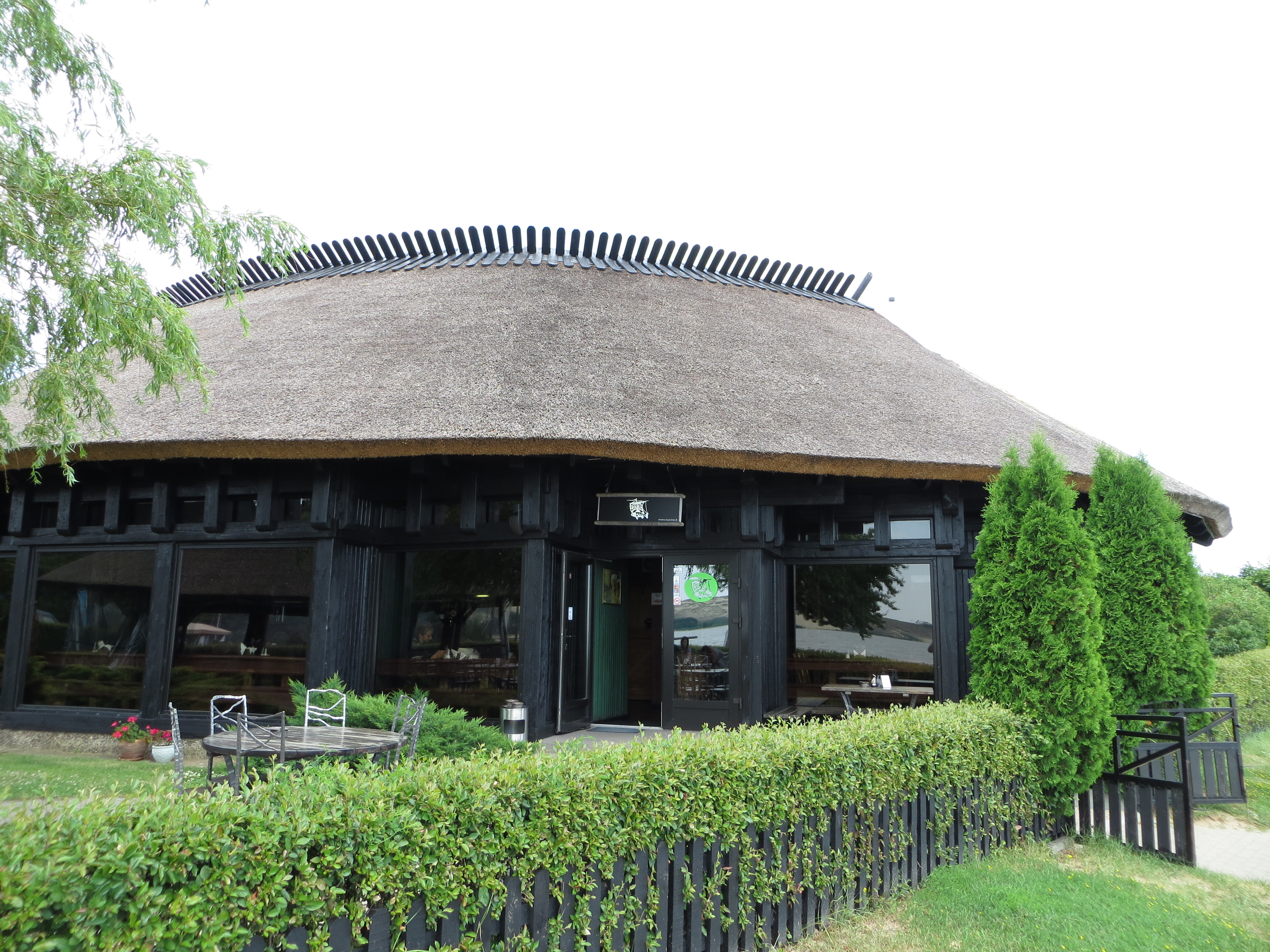
魚餐廳

## 自然

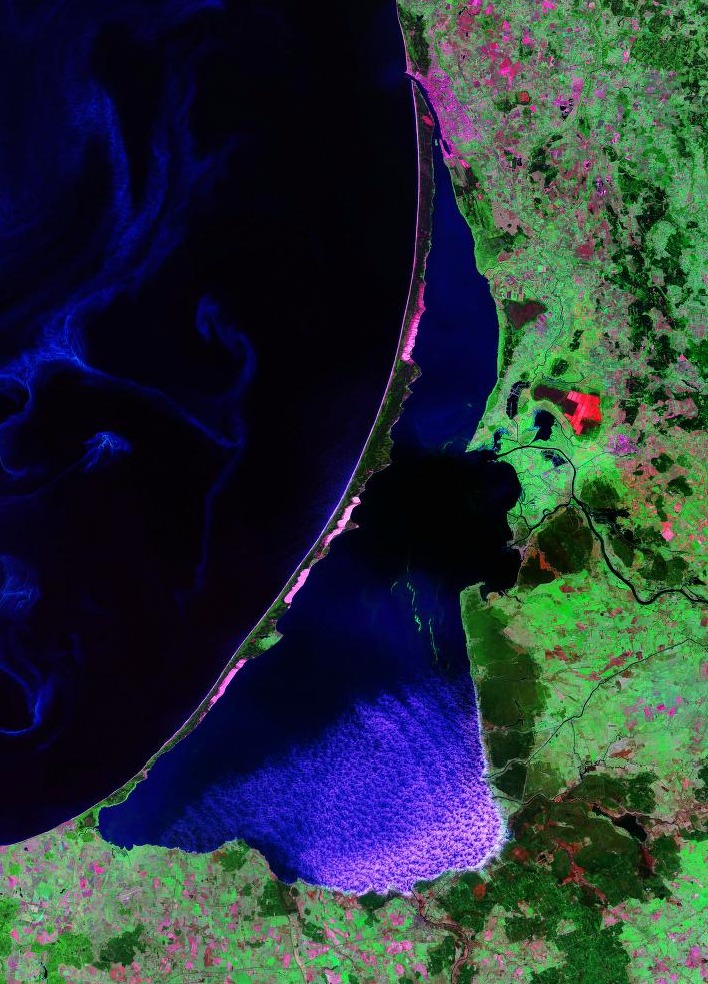
庫爾斯沙嘴的衛星照片

庫爾斯沙嘴是歐洲最高的移動沙丘的所在地。它們的平均高度為35米（115 英尺），但有些可以達到60米（200 英尺）的高度。從沙灘到沙丘、濕地、草地和森林，沙嘴存在多個生態群落。其位於東大西洋遷徙路線上，這意味著候鳥在遷徙過程中經常訪問此地。在春季和秋季遷徙期間，有1000到2000萬隻鳥飛過該地，許多鳥在那裡休息或繁殖。只有一條道路橫貫庫爾斯沙嘴。連接俄羅斯一側的Zelenogradsk和立陶宛一側的Smiltyne。沙嘴與立陶宛大陸不相連。汽車渡輪提供了位於湖口的Smiltyne和克萊佩達之間的交通連接。由於沙嘴是聯合國世界遺產，唯一允許在官方定居點外建造的建築是漁棚。

## 旅游

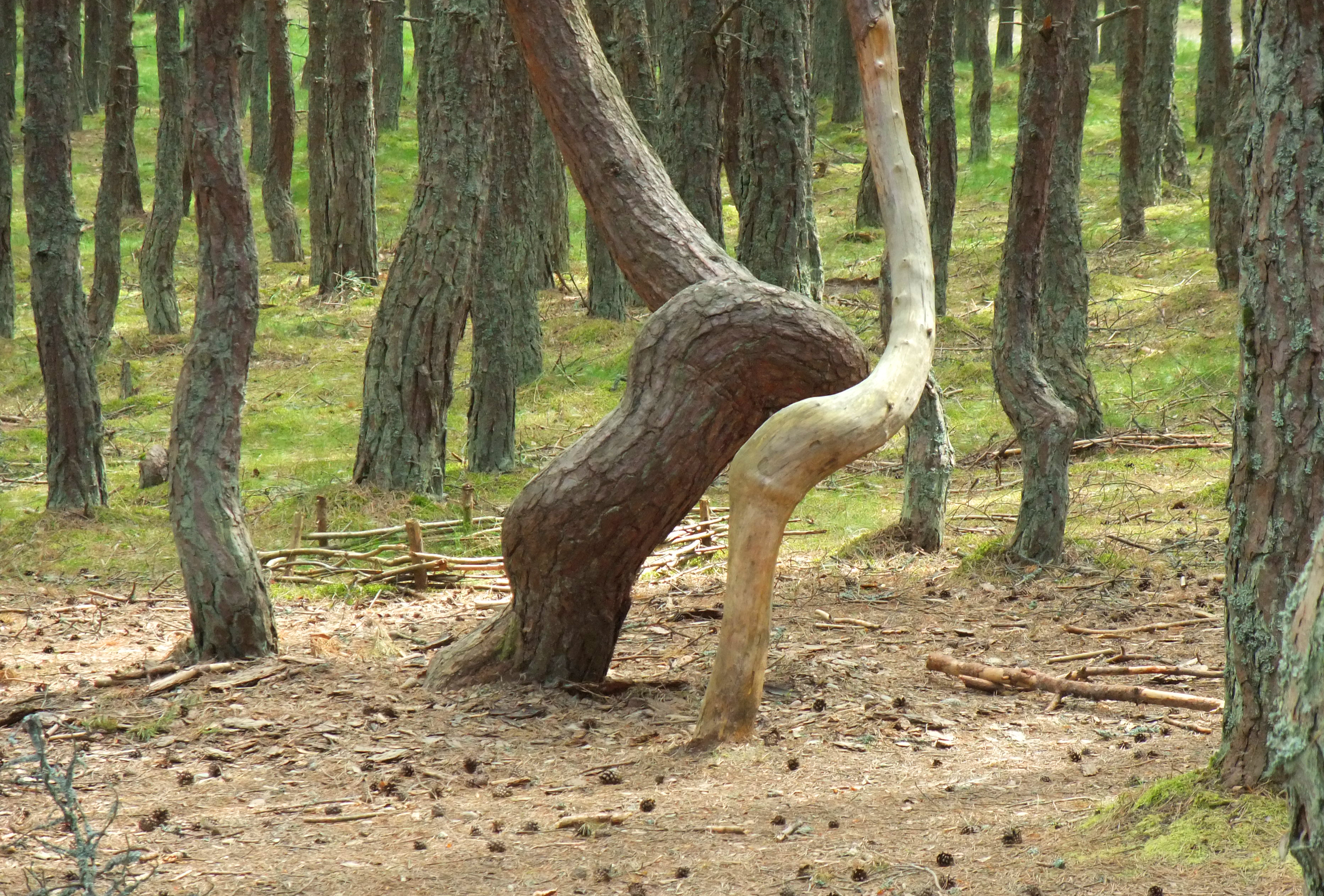
跳舞森林

沙嘴上最大的城鎮是立陶宛的尼達，一個受歡迎的度假勝地，是立陶宛和德國遊客經常光顧的地方。庫爾斯沙嘴的西部海岸線是海灘和沙丘的所在地，Parnidis沙丘海拔高達 52 米（171 英尺），當地居民認為這個名字來自“穿越尼達”的意思，因為這個沙丘曾數次被風吹的穿過尼達。科學家估計，每個人在陡峭的沙丘斜坡上攀登或下降都會造成數噸沙子的移動，因此徒步旅行者只能在指定的路徑上攀登。1995年在Parnidis沙丘上建造的花崗岩日晷可以準確顯示時間。日晷於2011年在被風暴破壞後重建。日晷是一個石柱，高13.8米（45 英尺），重36噸。刻有小時和半小時的凹口，還有四個額外的冬至和晝夜平分點凹口。從天文角度來看，該地是立陶宛設立日晷的理想場所。

## 環境

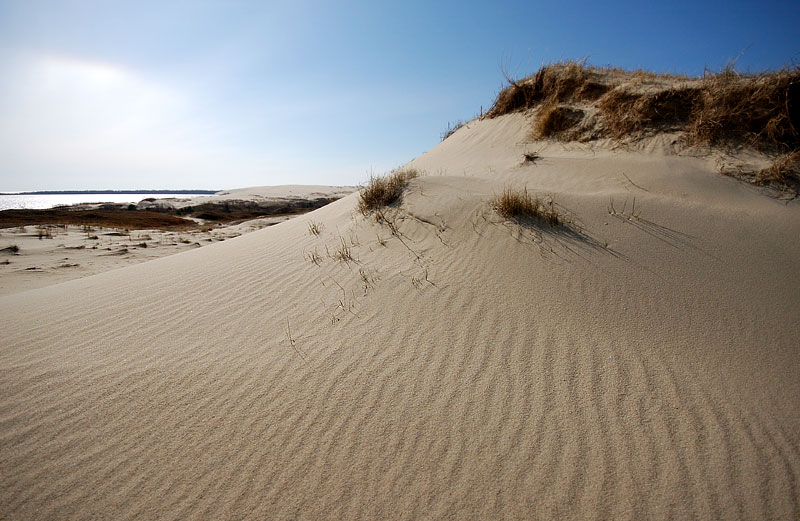
立陶宛奈達沙丘

庫爾斯沙嘴經常被宣傳為大自然的避難所，但存在與環境相關的問題。由於旅遊業和漁業對區域經濟的重要性，海洋和海岸線的污染可能對該地區的獨特自然和經濟造成災難性的影響。在距離庫爾斯沙嘴海岸線22.5公里（14.0 英里）的俄羅斯Kravtsovskoye (D-6) 油田的海上鑽井設施引發了對可能發生的石油洩漏的擔憂。2002年至2005年間，加里寧格勒州和立陶宛的當地環保人士抗議盧克石油公司開發油田的計劃，認為其可能對環境和旅遊業（該地區的重要收入來源）造成的巨大破壞。但這些擔憂並沒有得到俄羅斯政府的支持。然而，他們得到了立陶宛政府的支持。該油田距立陶宛領海邊界約4公里（2.5 英里）；盛行的向北洋流意味著如果發生洩漏，立陶宛海岸線將受到很大的破壞。反對D-6的運動幾乎沒有得到國際支持，石油平台於2004年開始運營。在21世紀的第一個十年期間，兩國同意對D-6項目進行聯合環境影響評估，包括緩解溢油風險。截至2010年，評估和和解項目尚未完成。另一個擔憂是旅遊業的增加破壞吸引遊客的自然環境。為此，遊客被禁止在沙嘴的某些地區徒步旅行。庫爾斯沙嘴面臨的自然災害風險比立陶宛或加里寧格勒州的其他地方更高，例如那裡的風暴往往更強。由於樹木對防止水土流失的重要性，夏季發生的森林火災對當地生態的危害更大。